# Est-ce un zombie ?
Est-ce un zombie ?, connue au Japon sous le nom Kore wa Zombie desu ka? (これはゾンビですか?, Kore wa zonbi desu ka?) et abrégée en Korezom (これゾン, Korezon), est une série de light novels japonais écrite par Shinichi Kimura et illustrée par Kobuichi et Muririn. Au total, dix-neuf volumes ont été publiés par Fujimi Shobo entre janvier 2009 et juin 2011.
La série est adaptée en une série manga dessinée par Sacchi, pré-publiée entre janvier 2010 et novembre 2013 dans le magazine Monthly Dragon Age de l'éditeur Fujimi Shobo et rassemblée en huit tankōbon. La version française est publiée par Panini Comics depuis 2013.
Une adaptation en anime par Studio Deen est diffusée entre janvier et mars 2011 au Japon et était disponible en France en VOD sur DOCOMO,. Une seconde saison, intitulée Kore wa Zombie desu ka? of the Dead (これはゾンビですか? オブザデッド, Kore wa zonbi desu ka? Obu za deddo), est diffusée entre avril et juin 2012 au Japon.

## Synopsis
Aikawa Ayumu est un lycéen normal jusqu'au jour où il est assassiné par un tueur en série. Il renaît alors sous les traits d'un zombie grâce à la nécromancienne Eucliwood Hellscythe. Aikawa devient alors son serviteur mais absorbe par mégarde les pouvoirs d'une « masō-shōjo » (魔装少女) prénommée Haruna et devient à son tour un masō-shōjo. Le jeune homme devra alors gérer son emploi du temps entre ses fonctions de masō-shōjo, ses études et la recherche de son assassin, avec Eucliwood, Haruna, et une ninja vampire nommée Seraphim vivant avec lui,.

## Personnages

### Personnages principaux
Ayumu Aikawa (相川 歩, Aikawa Ayumu)
Voix japonaise : Takuma Terashima (drama CD), Junji Majima (anime)
Protagoniste de la série, c'est un lycéen qui s'est fait assassiner par un tueur en série et ressuscité en tant que zombie par le nécromancienne, Eucliwood Hellscythe. En devenant un mort-vivant, il est maintenant quasi-invincible et peut dépasser les limites du corps humain, lui donnant ainsi une grande force physique. Pourtant, il ressent toujours de la douleur (qu'il la surmonte très rapidement), ses os peuvent encore se briser (dont il s'en remet et guérit vite) néanmoins il s'assèche au soleil. Il y a de nombreux aspects de sa nature zombie qu'Ayumu n'a pas encore découvert, comme la capacité d'absorber la magie. À la suite de l'absorption de la magie d'Haruna, Ayumu est forcé de devenir une masō-shōjo, dans une tenue rose à froufrous, afin de lutter contre les Megalos, des monstres magiques.
Tout au long de ses rencontres, on y démontre qu'Ayumu est plutôt un zombie unique, ce qui est probablement due à la puissante magie Eu a utilisé pour le ranimer.
Dans le manga, il est montré qu'il peut tuer des Megalos avec ses pouvoirs de zombie seul sans devenir une magical girl. Quand il se transforme en masō-shōjo, il garde ses pouvoirs de zombie, mais perd certains des effets négatifs associés, comme la faiblesse à la lumière du soleil. Il est également plus agressif dans le manga, comme on le voit dans sa lutte contre Kyoko, lorsqu’il a fallu l'apparition et l'intervention d'Ariel pour l'empêcher de la tuer. Dans l’anime, il s'abstient de la tuer pour de bon, après avoir compris qu'elle était à sa toute dernière vie.
Depuis sa transformation en zombie, Ayumu a rencontré différentes filles qui ont toutes gagné de l'intérêt pour lui que ça soit tous les personnages principaux féminins ou bien même certains antagonistes de la série, elles sont soit amoureuse de lui (Eu, Haruna, Mael, Sera, Saras, et Kyoko) ou soit ont un intérêt profond pour lui (Chris, Naegleria, Ariel, et même Lilia).
Eucliwood Hellscythe (ユークリウッド・ヘルサイズ, Yūkuriuddo Herusaizu)
Voix japonaise : Yukari Tamura (drama CD), Midori Tsukimiya (anime)
Eucliwood, surnommée Eu (ユー, Yū), est une nécromancienne aux cheveux blancs qui a ramené Ayumu à la vie pour être son garde, et vit avec lui depuis. Sa magie est si puissante qu'elle doit constamment porter une lourde armure et supprimer ses émotions pour la contrôler. Ses paroles transportent également une forte magie, et elle est capable de tuer quelqu'un juste en lui disant simplement « Meurs », son affrontement contre Kyoko en est un exemple où elle lui dit « Meurs » plusieurs fois, épuisant alors les vies supplémentaires de cette dernière. De ce fait, elle évite de parler et communique plutôt à travers des notes écrites, qui concernent principalement son appétit. Elle éprouve une douleur intense chaque fois que sa magie est activée, et elle prétend que même si elle devait mourir, sa magie continuerait d'être incontrôlée.
Elle est également capable de devenir une masō-shōjo, et il est sous-entendu qu'elle a fait son internat à Matellis, sous Ariel.
Même si elle considère Ayumu comme son serviteur, elle a montré qu'elle se soucier de lui et a admis qu'elle est amoureuse de lui, mais ne peut pas exprimer ses sentiments. Il la réconforte à chaque fois qu'elle pense manquer d'assurance, et elle est montrée à prendre ces sentiments entre eux à cœur. Parmi toutes les filles, Eu semble être la plus proche de lui.
Elle n'aime pas que les gens parlent de la mort ou disent à quelqu'un d'aller mourir, car (comme elle prend la douleur de quelqu'un qu'elle guérit, ressuscite ou tue) elle comprend la douleur de mourir, en dépit d'être immortel elle-même.
Ayumu rêve souvent d'elle se comportant comme un personnage de visual novel et parlant d'une façon délicate, kawaii (exprimé par une actrice de voix différente dans chaque épisode de la série d'animation).
Haruna (ハルナ)
Voix japonaise : Kaoru Mizuhara (drama CD), Iori Nomizu (anime)
Haruna est une masō-shōjo de Villiers qui manie une tronçonneuse nommée Mistiltainn (ミストルティン, Misutorutin) pour combattre les démons connus sous le nom de Megalos. Elle peut également utiliser sa magie pour réparer les dégâts causés par ses combats et effacer la mémoire des gens, cette dernière capacité qui devient utile à Ayumu à la fin de l'épisode 1 (comme révélé dans l'épisode 2). Elle a été ordonnée à l'origine par son enseignante, Dai-sensei, d'aller à Kyoto pour obtenir du tofu, mais elle a fini à Tokyo à la place.
Après avoir rencontré Ayumu, à la suite d'un combat contre un démon, ses pouvoirs magiques ont été absorbés par ce dernier, en raison du fait que la magie qu'Eu a utilisé pour le ranimer est plus forte que la sienne. Comme elle essaie de comprendre cette situation, elle le désigne pour lutter contre les Megalos à sa place de masō-shōjo, et commence également à vivre avec lui.
C'est une grande cuisinière, bien que cela soit habituellement limité à des œufs frits, mais ils sont si délicieux que les gens sont surpris qu'il n'y a rien d'autre mélangé dedans. En dépit d'être un génie auto-proclamé, elle a du mal à se rappeler les noms des gens ou des détails importants des tâches, car elle ne se souvient que de ce qu'elle considère intéressant et oublie tout le reste.
Haruna semble avoir des sentiments pour Ayumu, ayant un rêve de l'embrasser et lui demandant plus tard de l'embrasser. Elle est même jalouse de la relation qu'a Mael/Yuki avec Ayumu, surtout quand il est trop proche d'elle. Dans le manga, Haruna embrasse Ayumu deux fois se proclamant la « gagnante » et en déclarant plus tard qu'elle et Ayumu « sortent ensemble ».
Finalement, Mystletainn la reconnait à nouveau comme sa propriétaire, permettant ainsi à elle et à Ayumu de se transformer en masō-shōjo tous les deux, à temps pour le combat final contre Yoruno.
Seraphim (セラフィム, Serafimu)
Voix japonaise : Shizuka Itō (drama CD), Yōko Hikasa (anime)
Seraphim, Sera (セラ) pour faire court, est une ninja-vampire (吸血忍者, Kyūketsu-ninja) à la poitrine généreuse et aux cheveux noirs qui combine ses « Techniques sécrètes de Tsubamegaeshi » (秘剣 燕返し, Hiken Tsubamegaeshi) et des réflexes ninja avec ses pouvoirs de vampire pour combattre ses ennemis. Elle est capable de former une paire d'ailes de chauve-souris et un katana à partir de feuilles. Sa tenue caractéristique se compose d'un haut jaune à fines bretelles, qui révèle son abdomen, et d'un jean bleu foncé. En tant que vampire, Sera a besoin de sang périodiquement pour rester en vie, et peut anesthésier les gens avec un baiser afin d'engourdir la douleur des morsures au cou. Elle fait cela aux filles seulement, puisque embrasser un garçon symboliserait le mariage selon les règles de sa faction. Elle est venue dans la maison d'Ayumu afin de servir Eu, mais elle fut rejetée, celle-ci choisi de devenir la servante d'Ayumu dans l'espoir de changer l'esprit d'Eu. Cependant, elle est indifférente envers Ayumu, l'appelant constamment « Tas de merde » (クソ虫, Kuso-mushi, litt. « Insecte à merde »), bien qu'elle ait du respect pour ses capacités de combat. En outre, Sera cuisine le plus parmi ses amis, bien qu'elle soit mauvaise, ses repas sont habituellement composés de poissons vivants, de tentacules, de voitures en jouet, etc., mélangé dans une concoction de soupe extrêmement chaude qui souvent calcine le pot ainsi que le plancher; ceux qui goûtent à ses plats finissent habituellement par s'évanouir soit emmenés à l'hôpital, ce qui était le cas de Mael et d'Orito.
Sera a une courte querelle avec Ayumu au sujet de sa participation à la tentative d'assassinat de Saras contre Eu et, pour des raisons morales, décide de laisser Eu vivre. Toutefois, Sera est tué par Yoruno, elle est seulement ressuscitée que quand Eu pique son propre doigt pour la fournir en sang - sang qui fait d'elle la clef pour sceller les portes du monde souterrain.
Elle finit par tomber amoureuse d'Ayumu.
Mael Strom (メイル・シュトローム, Meiru Shutorōmu) / Yuki Yoshida (吉田 友紀, Yoshida Yuki)
Voix japonaise : Mamiko Noto (drama CD), Hisako Kanemoto (anime)
Mael est une ninja-vampire blonde d'une faction différente de celle de Sera, qui est également élève dans le lycée d'Ayumu, où elle est connue sous le nom de Yuki Yoshida. En raison de la façon dont ce nom est écrit, elle est souvent surnommée Tomonori (トモノリ), mais elle permet seulement Ayumu de l'appeler par ce nom.
Mael est capable d'utiliser de la soupe de ramen tonkotsu pour vaincre instantanément les Megalos, bien que l'explication derrière ça soit trop avancée pour qu'elle comprenne. Elle a même une machine qui vaporise la même soupe sur toute la ville, à utiliser si une horde de Megalos devait attaquer. Cependant, dans l’anime, cette machine était un échec (sous-entendu que la faction de Sera l'aurait détruite, car cela pourrait bouleverser l'environnement si elle devait être utilisée), le projet est alors abandonné.
En raison du baiser accidentel d'Ayumu quand il a été poussé sur elle par Haruna, ils sont techniquement mariés par les coutumes de sa faction, et dès lors Mael agit comme sa femme même en étant en cours. Même si, au début, elle accepte seulement sa position d'épouse en raison de la coutume, elle finit par développer des sentiments forts pour Ayumu en raison de sa personnalité aimable et courageuse.
Elle est plutôt assez garçon manqué, en employant le terme « ore » lorsqu'elle parle d'elle-même.
Sarasvati (サラスバティ, Sarasubati) / Kirara Hoshikawa (星川 輝羅々, Hoshikawa Kirara)
Voix japonaise : Aya Gōda
Sarasvati, Saras (サラス, Sarasu) est une ninja-vampire et l’aînée de Sera qui vit dans le monde humain en tant que Kirara Hoshikawa. Elle est également connue sous le nom de Lovely Kirara, menant une double vie en tant qu'idole chanteuse, qui est très populaire dans le monde humain.
Elle a plus tard ordonné à Sera d'assassiner Eu considérée comme un aimant à Megalo. Cependant, Saras fixe l'exécution de Sera pour ne pas avoir suivi ses ordres. Plus tard, Saras la sauve et Haruna de Yoruno. Elle a ensuite révoqué sa tentative d'assassinat, à la suite du succès de sa faction et celle de Mael combinées dans le but de sceller les portes du monde souterrain (bien que Sera fût finalement la clé, puisqu'elle avait le sang d'Eu coulant à travers ses veines après une blessure mortelle subie par Yoruno).
Finalement, elle tombe amoureuse d'Ayumu (pour être plus précis, elle le désire à première vue quand elle a vu son derrière et ses courbes, mais tombe amoureuse normalement de lui néanmoins).

### Antagonistes
Kyoko (京子, Kyōko)
Voix japonaise : Noriko Shitaya
D'abord présentée comme une amie d'enfance supposé du camarade de classe d'Ayumu, Orito, et une survivante des attaques de tueur en série. En réalité, elle est une masō-shōjo et la tueuse en série responsable de la mort d'Ayumu. En tuant différents humains et en sacrifiant leurs âmes, elle est capable d'ajouter leurs vies à la sienne, la permettant de se réanimer si elle est tuée. Elle semble montrer des tendances semblables à une yandere à certains moments. Il est révélé plus tard qu'elle est possédée par le Roi de la Nuit. Après sa défaite contre Ayumu, il montre sa 	compassion en refusant de la tuer pour de bon une fois qu'elle est à sa dernière vie, et elle est emprisonnée pour des fins de rééducation après qu'Ariel se soit présentée pour féliciter Ayumu pour avoir été miséricordieux dans la défaite de Kyoko, lui disant qu'elle l'aurait tué en représailles si Kyoko avait perdu sa dernière vie entre ses mains. Elle est plus tard arrêtée par Dai-sensei mais s'évade pour faire savoir à Ayumu qu'elle l'aime vraiment.
Roi de la Nuit (夜の王, Yoru no Ō)
Voix japonaise : Koji Yusa
Un ancien zombie qui a été ramené à la vie par Eucliwood, qui utilise également le pseudonyme « Yoruno » (夜野). Selon Eu, son cœur s'est rempli de malice et elle a dû le tuer, mais il semble qu'il soit encore en vie. Il a la même regard de zombie qu'Ayumu.
Chris (クリス, Kurisu) / Takeshi Kurisu (栗須 猛, Kurisu Takeshi)
Voix japonaise : Hitomi Nabatame (Chris), Daisuke Kishio (Kurisu)
Takeshi Kurisu semble être un professeur d'Ayumu, mais en fait elle est la plus forte des masō-shōjo de Villiers, nommée Chris. On ne savait pas grand chose d'elle à part qu'elle vagabonde dans l'école d'Ayumu qui est devenue involontairement la confidente « imaginaire » d'Ayumu, résidant habituellement dans une salle de stockage, où Ayumu va lui parler des problèmes qui tournent autour de lui, bien qu'elle se soit enivrée et se préoccupe plus de ses bouteilles de saké.
Il est révélé plus tard qu'elle a également été le mentor d'Ariel, mais a été transformé en un homme d'âge moyen par la malédiction de la Reine - parce qu'elle était supposée être la cheffe d'un coup d'État, qui en fait, a été inventé par Ariel un siècle avant les événements de la série. Depuis lors, elle a préparé sa revanche contre Ariel pour la laisser prendre la chute (avec quelques-uns des autres impliqués dans le coup). En raison de sa force et de son statut de méchant, elle peut être considérée comme le masō-shōjo que tous les masō-shōjos craignent. Grâce à la capacité de son amie Naegleria à annuler la magie, elle peut redevenir une masō-shōjo quand elle est saoule. Ayumu venant toujours lui parler, elle semble avoir développé un léger penchant pour ce dernier, l'appelant même un bon compagnon de beuverie dans l’anime et disant qu'elle attendra qu'il la rejoigne pour boire un verre.

### Personnages secondaires
Tulio Orito (織戸 闘莉王, Orito Tūrio)
Voix japonaise : Shinya Takahashi (drama CD), Hiroyuki Yoshino (anime)
Le camarade de classe et ami d'Ayumu, qui est souvent jaloux de sa situation actuelle en vivant avec trois belles femmes.
Taeko Hiramatsu (平松 妙子, Hiramatsu Taeko)
Voix japonaise : Rie Yamaguchi
Taeko est la camarade de classe d'Ayumu et la meilleure amie de Yuki et Kanami. C'est une fille mignonne avec des couettes, et une des rares personnes en classe à s’adresser Ayumu au début de la série. Elle est également amoureuse de lui, c'est pourquoi elle porte des couettes, puisqu'il aime les filles avec cette coiffure.
Kanami Mihara (三原 かなみ, Mihara Kanami)
Voix japonaise : Mina
Kanami est la camarade de classe d'Ayumu et la meilleure amie de Yuki et Taeko. Pendant le concours de maids de Saras, elle est la dernière concurrente que même Ayumu ne pouvait pas battre; cependant, elle a été battue par la déclaration plutôt anticipée d'Orito ce qui l'a surprise.
Shimomura (下村)
Voix japonaise : Itsuki Takizawa
Souvent appelé Anderson-kun (アンダーソンくん, Andāson-kun) par Ayumu, il est un camarade de classe et le playboy de l'école, qui est en réalité un résident du monde souterrain (probablement de haut rang, puisqu'il s'adresse à Eu sans honorifique), bien qu'étudiant à l'étranger sur Terre. Il semble avoir tendance à taquiner les gens, bien qu'il soit très gentil.
Ariel (アリエル, Arieru) / Dai-sensei (大先生)
Voix japonaise : Ai Shimizu
L'enseignante de Haruna à Matellis, qui a une affinité pour le tofu de Kyoto et envoie Haruna pour en obtenir, en raison de ses cartes de crédit étant surfacturées. On ne connait pas ses véritables motifs, mais elle est très protectrice envers ses élèves et elle tuerai tous ceux qui leur font du mal (même s'ils ont commis un crime terrible). Il est révélé plus tard qu'elle était autrefois la no 2 de Villiers, et avait prévu de renverser Lilia Lilith, la reine, un siècle avant les événements de la série, et a nommé sa tutrice, Chris, comme la cheffe du coup d'État. Il a finalement échoué, et Chris (avec d'autres personnes impliqués) a servi de bouc émissaire et a été maudite sous la forme d'un homme d'âge moyen; cependant, Ariel a apparemment réussi à échapper à la punition d'elle-même et a été rétrogradée au rang d'enseignant à la place.
Akuma Danshaku (悪魔男爵)
Voix japonaise : Tōru Ōkawa
Akuma Danshaku est à la tête des ninja-vampires. Il vomit souvent du sang puisqu'il a été également maudit par la reine, vraisemblablement après avoir porté le chapeau, avec Chris, d'avoir participé à la rébellion ratée d'Ariel. Lorsqu'il a disparu après sa punition, les ninja-vampires se sont séparés en plusieurs groupes, tandis que Seraphim a été nommée pour le chercher. Il a également participé à la fabrication des coutumes des ninja-vampires. Selon lui, la coutume du mariage forcé est une mesure de sécurité, car la plupart des femmes ninja-vampires préfèrent rester célibataires.
Naegleria Nebiros (ネグレリア・ネビロス, Negureria Nebirosu)
Voix japonaise : Ami Koshimizu
Naegleria est l'amie d'Eu du monde souterrain, et une membre de l'ancien Septième Abysse. Elle est reconnue pour être la plus forte du monde souterrain. Sur Terre, elle est aussi connue sous le nom de l'artiste dōjin Nene (ネネ). Naegleria a l'habitude de s'endormir quand elle en a envie, à n'importe quel endroit, dans n'importe quelle pose, à n'importe quel moment, même en se tenant debout, ou même en sortant de la douche. Elle a également une grosse poitrine que tous les autres acteurs féminins, y compris Sera. Saras est aussi une grand fan d'elle. Naegleria est aussi celle qui a créé les gantelets magiques qui contrôlent les pouvoirs magiques d'Eu. Plus tard, elle est aussi celle qui aide Chris à retrouver sa forme originelle de masō-shōjo pendant que cette dernière est sous l'influence. Tout comme Chris, elle semble avoir un peu apprécié Ayumu en disant qu'elle était presque prête à se battre contre Chris pour lui.
Lilia Lilith (リリア・リリス, Riria Ririsu)
Voix japonaise : Mariko Honda
La Reine de Villiers qui a puni Chris et Akuma (et quelques autres masō-shojō) pour leur implication dans un coup d'État inventé par Ariel, mais Ariel s'est réformée d'elle-même après l'incident et enseigne toujours à Matellis. Dans l’anime, elle semblait avoir regardé quelques-unes des aventures d'Ayumu à travers un miroir et s'était intéressée un peu à lui. Dans le dernier roman, il l'embrassa accidentellement, ce qui lui fit voir Ayumu comme un combattant décent et ordonna à Kyoko de jeter une malédiction sur Ayumu. Elle est tristement célèbre pour avoir adapté son arme de masō-shōjo après avoir étudié tout le personnel qui, selon elle, a le potentiel de la défier en guise de contre-mesure.
Meringue Salveria (メレンゲ・サルベリア, Merenge Saruberia)
Meringue est la propriétaire d'un magasin de ramen, le « Meringue », et est une ancienne membre du Septième Abysse. Elle a changé Orito en Megalo pour mettre Eu en colère.

## Production et supports

### Light novel
Kore wa Zombie Desu ka? est à l'origine une série de light novel écrite par Shinichi Kimura et illustrée par Kobuichi et Muririn. Le premier volume est publié par Fujimi Shobo le 20 janvier 2009, avec un total de 19 volumes sortis jusqu'au 20 juin 2015.

#### Liste des volumes
| no                                                          | Japonais | Japonais                 | Japonais                                                                  |
| no                                                          | Titre | Date de sortie           | ISBN                                                                      |
| ----------------------------------------------------------- | --- | ------------------------ | ------------------------------------------------------------------------- |
| 1                                                           | Kore wa zonbi desu ka? Hai, masō-shōjo desu (これはゾンビですか? はい、魔装少女です)                                             | 20 janvier 2009          | 978-4-8291-3370-5                                                         |
| 2                                                           | Kore wa zonbi desu ka? Sō, watashi wa shi o yobu mono (これはゾンビですか? そう、私は死を呼ぶもの)                               | 20 mai 2009              | 978-4-8291-3405-4                                                         |
| 3                                                           | Kore wa zonbi desu ka? Ie, sore wa bakuhatsu shimasu (これはゾンビですか? いえ、それは爆発します)                                | 20 septembre 2009        | 978-4-8291-3442-9                                                         |
| 4                                                           | Kore wa zonbi desu ka? Un, sensei ga saikyō dayo! (これはゾンビですか? うん、先生が最強だよ!)                                    | 20 janvier 2010          | 978-4-8291-3481-8                                                         |
| 5                                                           | Kore wa zonbi desu ka? Ā, mai dārin wa rokudenashi (これはゾンビですか? ああ、マイダーリンはロクデナシ)                          | 20 mai 2010              | 978-4-8291-3524-2                                                         |
| 6                                                           | Kore wa zonbi desu ka? Hai, dochira mo yome desu (これはゾンビですか? はい、どちらも嫁です)                                      | 20 octobre 2010          | 978-4-8291-3574-7                                                         |
| 7                                                           | Kore wa zonbi desu ka? Hāi, nemureru chichi desu (これはゾンビですか? はーい、眠れるチチです)                                    | 20 janvier 2011          | 978-4-8291-3605-8                                                         |
| 8                                                           | Kore wa zonbi desu ka? Hai, kisu shite gomennasai (これはゾンビですか? はい、キスしてごめんなさい)                               | 10 juin 2011,            | 978-4-8291-3650-8 (édition régulière) 978-4-8291-9764-6 (édition limitée) |
| Au Japon, l'édition limitée de ce volume comprenait un OVA. | |                          |                                                                           |
| 9                                                           | Kore wa zonbi desu ka? Hai, iwa(noro)i ni kimashita♥ (これはゾンビですか? はい、祝(呪)いに来ました♥)                             | 19 novembre 2011         | 978-4-8291-3701-7                                                         |
| 10                                                          | Kore wa zonbi desu ka? Hai, raburī de chāmingu dakedo atashi wa (これはゾンビですか? はい、ラブリーでチャーミングだけどあたしは) | 25 avril 201219 mai 2012 | 978-4-8291-9766-0 (édition limitée) 978-4-8291-3761-1 (édition régulière) |
| Au Japon, l'édition limitée de ce volume comprenait un OVA. | |                          |                                                                           |
| 11                                                          | Kore wa zonbi desu ka? Hai, Merenge desu (これはゾンビですか? はい、メレンゲです)                                                | 20 octobre 2012          | 978-4-8291-3811-3                                                         |
| 12                                                          | Kore wa zonbi desu ka? Sō, watashi wa ai o sakebu mono (これはゾンビですか? そう、私は愛を叫ぶ者)                                | 20 février 2013          | 978-4-8291-3858-8                                                         |
| 13                                                          | Kore wa zonbi desu ka? Iie, mattaku kioku ni gozaimasen (これはゾンビですか? いいえ、全く記憶にございません)                     | 18 mai 2013              | 978-4-8291-3887-8                                                         |
| 14                                                          | Kore wa zonbi desu ka? Hai, dousehi kikomori dakedo (これはゾンビですか? はい、どうせひきこもりだけど)                           | 19 octobre 2013          | 978-4-04-712916-0                                                         |
| 15                                                          | Kore wa zonbi desu ka? Hai, docchi mo atashi desu (これはゾンビですか? はい、どっちもあたしです)                                 | 20 mars 2014             | 978-4-04-070063-2                                                         |
| 16                                                          | Kore wa zonbi desu ka? Mā, saikin wa toku ni (これはゾンビですか? まあ、さいきんはとくに)                                        | 20 août 2014             | 978-4-04-070272-8                                                         |
| 17                                                          | Kore wa zonbi desu ka? Hai, boku wa shinimashen (これはゾンビですか? はい、ボクは死にましぇん)                                   | 20 novembre 2014         | 978-4-04-070273-5                                                         |
| 18                                                          | Kore wa zonbi desu ka? Hai, ippan pipo ni modorimasu (これはゾンビですか? はい、一般ピーポーに戻ります)                          | 20 février 2015          | 978-4-04-070274-2                                                         |
| 19                                                          | Kore wa zonbi desu ka? Hai omae ja neyo! (これはゾンビですか? はい、お前じゃねぇよ!)                                             | 20 juin 2015             | 978-4-04-070604-7                                                         |

### Drama CD
Un drama CD pour Kore wa Zombie Desu ka? est publié par Marine Entertainment le 30 décembre 2009 en édition limitée et régulière. Les premiers pressages des deux éditions ont été livrées avec une affiche de taille B2. L'édition limitée est accompagnée d'un livret écrit par Shinichi Kimura et d'une carte téléphonique illustrée par Kobuichi et Muririn.

### Manga
Une adaptation manga par Sacchi débute dans le magazine de prépublication de shōnen manga Monthly Dragon Age le 9 janvier 2010 et le 9 novembre 2013,. Au total, huit volumes tankōbon sont disponibles au Japon par Kadokawa Shoten depuis le 6 décembre 2013. La version française est publiée par Panini Comics depuis avril 2013, les huit volumes ont été tous publiés depuis mai 2015.
Une adaptation yonkoma appelée Kore wa zonbi desu ka? Hai, yonkoma fūmi desu. (これはゾンビですか? はい、4コマ風味です。), illustrée par Mūpa, est également prépubliée dans le Monthly Dragon Age,. Une troisième adaptation manga nommée Kore wa zonbi desu ka? Hai, anata no yome desu. (これはゾンビですか? はい、アナタの嫁です。), illustrée par Ryō Hasemi, est publiée dans le Monthly Comp Ace de Kadokawa Shoten entre le 26 octobre 2010 et 26 février 2013. Cinq volumes tankōbon ont été publiés depuis 25 mai 2013.

#### Liste des volumes

##### Est-ce un zombie?
| no                                                          | Japonais                       | Japonais                                                                  | Français        | Français          |
| no                                                          | Date de sortie                 | ISBN                                                                      | Date de sortie  | ISBN              |
| ----------------------------------------------------------- | ------------------------------ | ------------------------------------------------------------------------- | --------------- | ----------------- |
| 1                                                           | 10 août 2010                   | 978-4-0471-2679-4                                                         | 17 avril 2013   | 978-2-8094-3032-5 |
| 2                                                           | 8 janvier 2011                 | 978-4-0471-2707-4                                                         | 19 juin 2013    | 978-2-8094-3151-3 |
| 3                                                           | 8 juin 2011                    | 978-4-0471-2735-7                                                         | 21 août 2013    | 978-2-8094-3281-7 |
| 4                                                           | 9 décembre 2011                | 978-4-0471-2763-0                                                         | 16 octobre 2013 | 978-2-8094-3345-6 |
| 5                                                           | 9 juin 2012                    | 978-4-0471-2796-8                                                         | 4 décembre 2013 | 978-2-8094-3473-6 |
| 6                                                           | 20 octobre 20129 novembre 2012 | 978-4-0471-2806-4 (édition limitée) 978-4-0471-2838-5 (édition régulière) | 5 mars 2014     | 978-2-8094-3643-3 |
| Au Japon, l'édition limitée de ce volume comprenait un OVA. |                                |                                                                           |                 |                   |
| 7                                                           | 9 mai 2013                     | 978-4-0471-2870-5                                                         | 23 avril 2014   | 978-2-8094-3872-7 |
| 8                                                           | 9 décembre 2013                | 978-4-04-712963-4                                                         | 13 mai 2015     | 978-2-8094-4630-2 |

##### Kore wa zonbi desu ka? Hai, anata no yome desu.
| no | Japonais          | Japonais          |
| no | Date de sortie    | ISBN              |
| -- | ----------------- | ----------------- |
| 1  | 10 février 2011   | 978-4-0471-5661-6 |
| 2  | 22 septembre 2011 | 978-4-0471-5784-2 |
| 3  | 26 avril 2012     | 978-4-0412-0204-3 |
| 4  | 26 octobre 2012   | 978-4-0412-0441-2 |
| 5  | 25 mai 2013       | 978-4-0412-0696-6 |

### Anime
C'est par le site de Fujimi Shobo et du compte officiel de la série qu'une adaptation en anime a été annoncée le 17 mai 2010. La série télévisée d'animation de 12 épisodes a été produite par le studio Studio Deen et est diffusée pour la première fois au Japon le 11 janvier sur TVS, GBS, CTC, SUN et KBS Kyoto, et un peu plus tard sur d'autres chaînes,,,. Le 10e épisode et la suite ont dû être repoussés d'une semaine en raison du séisme en mars 2011 sur la côte Pacifique du Tōhoku. Cette saison adapte les trois premiers volumes du light novel. Un 13e épisode est publié en OAD avec l'édition limitée du 8e volume du light novel, le 10 juin 2011.
Une seconde saison a été annoncée dans le numéro de juillet de 2011 du Monthly Dragon Age, publié le 9 juin 2011, avec le retour du réalisateur Takaomi Kanasaki et du scénariste Makoto Uezu de la première saison au Studio Deen,. Intitulée Est-ce un Zombie ? of the Dead (これはゾンビですか? オブザデッド, Kore wa zonbi desu ka? Obu za Deddo),, elle est diffusée pour la première fois au Japon sur Tokyo MX du 5 avril au 7 juin 2012 ainsi que sur d'autres chaînes ultérieurement,. Cette saison est une adaptation du 4e au 7e volume de la série. Un OAD, servant d'épisode 0, est compris avec l'édition limitée du 10e volume du light novel le 25 avril 2012,, tandis que le 11e épisode a été publié en Blu-ray avec l'édition limitée du 6e volume du manga, le 20 octobre 2012.
Les deux saisons de la série étaient disponibles en France en streaming et en VOD sur DOCOMO,.

#### Liste des épisodes

##### Première saison
| No                                                             | Titre français                                 | Titre japonais             | Titre japonais                 | Date de 1re diffusion |
| No                                                             | Titre français                                 | Kanji                      | Rōmaji                         | Date de 1re diffusion |
| -------------------------------------------------------------- | ---------------------------------------------- | -------------------------- | ------------------------------ | --------------------- |
| 1                                                              | Oui, je suis une masō-shōjo                    | はい、魔装少女です         | Hai, masō-shōjo desu           | 11 janvier 2011       |
| 2                                                              | Non, je suis une ninja-vampire                 | いえ、吸血忍者です         | Ie, kyūketsu ninja desu        | 18 janvier 2011       |
| 3                                                              | Oui, j'ai des couettes                         | そう、髪型はツインテールに | Sō, kamigata wa tsuintēru ni   | 25 janvier 2011       |
| 4                                                              | Suis-je resplendissant?                        | ちょ、俺輝いてる?          | Cho, ore kagayaiteru?          | 1er février 2011      |
| 5                                                              | Oui, c'est du kyō-tofu                         | ええ、京豆腐どすえ         | Ee, kyōtōfu dosue              | 8 février 2011        |
| 6                                                              | Oui, je suis l'annonciateur de la mort         | そう、私は死を呼ぶもの     | Sō, watashi wa shi o yobu mono | 15 février 2011       |
| 7                                                              | Hé, où est-tu ?                                | おい、お前どこ中だよ?      | Oi, omae doko-chū dayo?        | 22 février 2011       |
| 8                                                              | Hé, hé, je suis une écolière mariée            | えへ、学園妻です           | Ehe, gakuen-zuma desu          | 1er mars 2011         |
| 9                                                              | Oui, tu ne croiras pas ce qu'il y a là-dessous | はい、脱ぐと凄いんです     | Hai, nugu to sugoin desu       | 8 mars 2011           |
| 10                                                             | Non, ça va exploser                            | いえ、それは爆発します     | Ie, sore wa bakuhatsu shimasu  | 22 mars 2011          |
| 11                                                             | Oui, reste avec moiǃ                           | ああ、オレの所にいろ!      | Ā, ore no tokoro ni iro!       | 29 mars 2011          |
| 12                                                             | Oui, et ça continue                            | はい、まだ続きます         | Hai, mada tsuzukimasu          | 4 avril 2011          |
| 13                                                             | Quoi? C'est le dernier épisode?                | えぇ、これが最終回ですか？ | Ee, kore ga saishūkai desu ka? | 10 juin 2011          |
| Note : Cet épisode est livré avec le 8e volume du light novel. |                                                |                            |                                |                       |

##### Seconde saison
| No                                                                      | Titre français                          | Titre japonais                       | Titre japonais                     | Date de 1re diffusion |
| No                                                                      | Titre français                          | Kanji                                | Rōmaji                             | Date de 1re diffusion |
| ----------------------------------------------------------------------- | --------------------------------------- | ------------------------------------ | ---------------------------------- | --------------------- |
| 0                                                                       | Merci pour le rappel                    | はい、アンコールありがとうございます | Hai, ankōru arigatō gozaimasu      | 25 avril 2012         |
| Note : Cet épisode est publié en DVD avec le 10e volume du light novel. |                                         |                                      |                                    |                       |
| 1                                                                       | Et ouiǃ Transformation en masō réitérée | はい、今再びの魔装変身!              | Hai, ima futatabi no masō henshinǃ | 5 avril 2012          |
| 2                                                                       | Au revoir, moi                          | 嗚呼、さようなら俺                   | Ā, sayōnara ore                    | 12 avril 2012         |
| 3                                                                       | Yo! C'est toiǃ Passionǃ                 | Yo！それはYou！情！                  | Yo! Sore wa You! Jō!               | 19 avril 2012         |
| 4                                                                       | Non, dégagez Maîtreǃ                    | いや、帰れご主人様                   | Iya, kaere goshujin-sama           | 26 avril 2012         |
| 5                                                                       | Oui, c'est populaire chaque année       | はい、毎年流行ってます               | Hai, maitoshi hayattemasu          | 3 mai 2012            |
| 6                                                                       | Merde nonǃ Je vais gagner               | ちゃうねん、勝てててん               | Chaunen, kateteten                 | 10 mai 2012           |
| 7                                                                       | Yep, le professeur est le meilleur！    | うん、先生が最強だよ！               | Un, sensei ga saikyō da yo!        | 17 mai 2012           |
| 8                                                                       | Hey, c'est la fête, Kyōko-chanǃ         | フー、京子ちゃん合コンだゼッ！       | Fū, Kyōko-chan gōkon da ze!        | 24 mai 2012           |
| 9                                                                       | Ah, My Darling n'est qu'un bon à rien   | ああ、マイダーリンはロクデナシ       | Ā, mai dārin wa rokudenashi        | 31 mai 2012           |
| 10                                                                      | Mais, je préfère ça                     | だけど, それがいい                   | Dakedo, sore ga ii                 | 7 juin 2012           |
| 11                                                                      | Oui, c'est ce que je désire             | はい、身の丈に合ってます             | Hai, mi no take ni attemasu        | 20 octobre 2012       |
| Note : Cet épisode est compris avec le 6e tome du manga en Blu-ray.     |                                         |                                      |                                    |                       |

#### Musique
| Saison | Début                                        | Début       | Fin                                                                                        | Fin           |
| Saison | Titre                                        | Artiste     | Titre                                                                                      | Artiste       |
| ------ | -------------------------------------------- | ----------- | ------------------------------------------------------------------------------------------ | ------------- |
| 1      | Ma-Ka-Se-Te Tonight (魔・カ・セ・テ Tonight) | Iori Nomizu | Kizuite zonbi-sama, watashi wa kurasumeito desu (気づいてゾンビさま、私はクラスメイトです) | Rie Yamaguchi |
| 2      | *** Pashonāto (*** パショナート)             | Iori Nomizu | Koi no beginā nan desu (T_T) (恋のビギナーなんです（T_T）)                                 | Rie Yamaguchi |

### Annotations
1. ↑  Le 10e épisode et la suite ont dû être décalés d'une semaine à la suite du séisme et du tsunami de Tōhoku en 2011.
2. ↑  « Masō-shōjo » (魔装少女?, litt. « Fille au vêtement magique ») est un jeu de mots pour « mahō shōjo » (魔法少女?, litt. « Fille magique »), qui désigne une magical girl.

### Sources
1. ↑  (ja) « Korezom|これゾン » [archive du 22 janvier 2011], sur Site officiel (consulté le 6 juin 2018)
2. 1 2  « 3 nouvelles séries chez Panini en avril », sur manga-news.com, 13 février 2013 (consulté le 6 juin 2018)
3. 1 2  « Est-ce un zombie ? l'anime », sur manga-news.com
4. 1 2  « DOCOMO D ANIMESTORE s’arrêtera le 30 septembre », sur Animeland, 25 septembre 2013 (consulté le 18 février 2017)
5. ↑  (en) « Fiche technique », sur MyAnimeList
6. ↑  « Fiche technique 2 », sur Manga-news
7. 1 2  (ja) « 富士見書房｜これはゾンビですか？ », sur Fujimi Shobo (consulté le 6 juin 2018)
8. 1 2 3  (en) Egan Loo, « Kore wa Zombie Desu ka? Light Novels to Bundle Anime : Original anime DVD to include unaired 13th episode », sur Anime News Network, 6 novembre 2010 (consulté le 7 juin 2018)
9. 1 2 3  (en) Egan Loo, « Kore wa Zombie Desu ka? Light Novel to Bundle 2nd Anime DVD : 2nd anime season's unaired Episode 0 included with 10th novel volume in April », sur Anime News Network, 24 octobre 2011 (consulté le 7 juin 2018)
10. ↑  (ja) « "ドラマCD　これはゾンビですか？" », sur Marine entertainement,‎ 2009 (consulté le 17 février 2017)
11. ↑  (ja) « 「これはゾンビですか？」コミカライズ、ドラゴンエイジで », sur natalie.mu,‎ 9 janvier 2010 (consulté le 6 juin 2018)
12. ↑  « Fin de Est-ce un zombie ? », sur manga-news.com, 11 octobre 2013 (consulté le 6 juin 2018)
13. ↑  (ja) « ドラゴンエイジ付録に100P超え「生徒会の一存」3.5巻 », sur natalie.mu,‎ 9 juin 2010 (consulté le 6 juin 2018)
14. ↑  (ja) « コンプエース新連載、コミカライズ一挙5作品スタート », sur natalie.mu,‎ 26 octobre 2010 (consulté le 6 juin 2018)
15. 1 2 3  (en) « Is This a Zombie? Manga to Bundle Unaired Anime BD : 2nd anime season's unaired episode 11 included with 6th manga volume in October », sur Anime News Network, 30 mars 2012 (consulté le 7 juin 2018)
16. ↑  (en) Egan Loo, « Kore wa Zombie Desu ka? Light Novels Have Anime Planned : Shinichi Kimura's story of boy resurrected as a zombie by necromancer girl », sur Anime News Network, 17 avril 2010 (consulté le 18 février 2017)
17. ↑  (en) Egan Loo, « Tamayura, Iron Man Special, Kore wa Zombie Desu ka? on TV », sur Anime News Network, 2 août 2010 (consulté le 7 juin 2018)
18. ↑  (en) « Kore wa Zombie Desu ka? to stream on Crunchyroll : Anime adaptation of epic zombie comedy romance magical girl light novel series to stream on Crunchyroll January 10th », sur Anime News Network, 6 janvier 2011 (consulté le 7 juin 2018)
19. ↑  (en) Gia Manry, « Crunchyroll to Simulcast Kore wa Zombie Desu ka? Anime : Magical girl comedy to begin streaming on Monday », sur Anime News Network, 6 janvier 2011 (consulté le 7 juin 2018)
20. ↑  (ja) « 『これはゾンビですか？』　番組宣伝ＣＭ », sur Site officiel,‎ 28 décembre 2010 (consulté le 7 juin 2018)
21. ↑  (ja) « 放送休止のお知らせ », sur Site officiel de l'anime,‎ 14 mars 2011 (consulté le 18 février 2017)
22. ↑  « Kore wa Zombie Desu Ka saison 2, daté ? », sur adala-news.fr, 10 novembre 2011 (consulté le 18 février 2017)
23. ↑  (en) Egan Loo, « Kore wa Zombie Desu ka? Gets 2nd Anime Season (Update 3) : Tentatively titled Jigoku Hen (Hell Arc); Maken-Ki! anime to be on TV », sur Anime News Network, 6 juin 2011 (consulté le 7 juin 2018)
24. ↑  « Kore wa Zombie Desu ka ? of the Dead, en Promotion Vidéo », sur adala-news.fr, 9 mars 2012 (consulté le 18 février 2017)
25. ↑  (en) Jennifer Sherman, « Is This a Zombie? Anime's 2nd Season Title Announced in Video (Updated) : Kore wa Zombie Desu ka? of the Dead to premiere in Japan in April », sur Anime News Network, 5 janvier 2012 (consulté le 7 juin 2018)
26. ↑  (en) « Is This a Zombie? of the Dead Anime's 'Secret' Promo Posted : TV sequel to premiere on April 4; main cast to appear at September 'Festivo' event », sur Anime News Network, 9 mars 2012 (consulté le 7 juin 2018)
27. ↑  (en) Egan Loo, « Is This a Zombie? of the Dead TV Anime to End Next Week », sur Anime News Network, 31 mai 2012 (consulté le 7 juin 2018)
28. ↑  « Kore wa Zombie desu ka? Saison 2 épisode 0, daté », sur Adala-news, 11 novembre 2011 (consulté le 18 février 2017)
29. ↑  (ja) « オープニング主題歌　「魔･カ･セ･テ Ｔｏｎｉｇｈｔ」 », sur Site officiel de l'anime,‎ 30 novembre 2010 (consulté le 18 février 2017)
30. ↑  (ja) « エンディング主題歌 　「気づいてゾンビさま、私はクラスメイトです」 », sur Site officiel de l'anime,‎ 30 novembre 2010 (consulté le 18 février 2017)
31. 1 2  (ja) « STAFF », sur Site officiel de l'anime (consulté le 18 février 2017)

### Œuvres
Light novel
1. ↑  (ja) « これはゾンビですか?1 », sur Kadokawa Shoten (consulté le 17 février 2017)
2. ↑  (ja) « これはゾンビですか？2 », sur Kadokawa Shoten (consulté le 17 février 2017)
3. ↑  (ja) « これはゾンビですか？3 », sur Kadokawa Shoten (consulté le 17 février 2017)
4. ↑  (ja) « これはゾンビですか？4 », sur Kadokawa Shoten (consulté le 17 février 2017)
5. ↑  (ja) « これはゾンビですか？5 », sur Kadokawa Shoten (consulté le 17 février 2017)
6. ↑  (ja) « これはゾンビですか？6 », sur Kadokawa Shoten (consulté le 17 février 2017)
7. ↑  (ja) « これはゾンビですか？7 », sur Kadokawa Shoten (consulté le 17 février 2017)
8. 1 2  (ja) « これはゾンビですか？8 », sur Kadokawa Shoten (consulté le 17 février 2017)
9. 1 2  (ja) « これはゾンビですか？8　ＤＶＤ付限定版 はい、キスしてごめんなさい », sur Kadokawa Shoten (consulté le 17 février 2017)
10. ↑  (ja) « これはゾンビですか？9 », sur Kadokawa Shoten (consulté le 17 février 2017)
11. 1 2  (ja) « これはゾンビですか？10　ＤＶＤ付限定版 はい、ラブリーでチャーミング », sur Kadokawa Shoten (consulté le 17 février 2017)
12. 1 2  (ja) « これはゾンビですか？10 », sur Kadokawa Shoten (consulté le 17 février 2017)
13. ↑  (ja) « これはゾンビですか？11 », sur Kadokawa Shoten (consulté le 17 février 2017)
14. ↑  (ja) « これはゾンビですか？12 », sur Kadokawa Shoten (consulté le 17 février 2017)
15. ↑  (ja) « これはゾンビですか？13 », sur Kadokawa Shoten (consulté le 17 février 2017)
16. ↑  (ja) « これはゾンビですか？14 », sur Kadokawa Shoten (consulté le 17 février 2017)
17. ↑  (ja) « これはゾンビですか？15 », sur Kadokawa Shoten (consulté le 17 février 2017)
18. ↑  (ja) « これはゾンビですか？16 », sur Kadokawa Shoten (consulté le 17 février 2017)
19. ↑  (ja) « これはゾンビですか？17 », sur Kadokawa Shoten (consulté le 17 février 2017)
20. ↑  (ja) « これはゾンビですか？18 », sur Kadokawa Shoten (consulté le 17 février 2017)
21. ↑  (ja) « これはゾンビですか？１９ », sur Kadokawa Shoten (consulté le 17 février 2017)

Manga
Édition japonaise
Kore wa Zombie desu ka?
1. ↑  (ja) « これはゾンビですか?1 », sur Kadokawa Shoten (consulté le 6 juin 2018)
2. ↑  (ja) « これはゾンビですか?2 », sur Kadokawa Shoten (consulté le 6 juin 2018)
3. ↑  (ja) « これはゾンビですか?3 », sur Kadokawa Shoten (consulté le 6 juin 2018)
4. ↑  (ja) « これはゾンビですか?4 », sur Kadokawa Shoten (consulté le 6 juin 2018)
5. ↑  (ja) « これはゾンビですか?5 », sur Kadokawa Shoten (consulté le 6 juin 2018)
6. 1 2  (ja) « これはゾンビですか?6 ブルーレイ付き限定版 », sur Kadokawa Shoten (consulté le 6 juin 2018)
7. 1 2  (ja) « これはゾンビですか?6 », sur Kadokawa Shoten (consulté le 6 juin 2018)
8. ↑  (ja) « これはゾンビですか?7 », sur Kadokawa Shoten (consulté le 6 juin 2018)
9. ↑  (ja) « これはゾンビですか?8 », sur Kadokawa Shoten (consulté le 6 juin 2018)

Kore wa zonbi desu ka? Hai, anata no yome desu.
1. ↑  (ja) « これはゾンビですか? はい、アナタの嫁です 1 », sur Kadokawa Shoten (consulté le 6 juin 2018)
2. ↑  (ja) « これはゾンビですか? はい、アナタの嫁です 2 », sur Kadokawa Shoten (consulté le 6 juin 2018)
3. ↑  (ja) « これはゾンビですか? はい、アナタの嫁です 3 », sur Kadokawa Shoten (consulté le 6 juin 2018)
4. ↑  (ja) « これはゾンビですか? はい、アナタの嫁です 4 », sur Kadokawa Shoten (consulté le 6 juin 2018)
5. ↑  (ja) « これはゾンビですか? はい、アナタの嫁です 5 », sur Kadokawa Shoten (consulté le 6 juin 2018)

Édition française
Est-ce un zombie ?
1. ↑  « Est-ce un zombie ? (1) », sur Manga-news (consulté le 6 juin 2018)
2. ↑  « Est-ce un zombie ? (2) », sur Manga-news (consulté le 6 juin 2018)
3. ↑  « Est-ce un zombie ? (3) », sur Manga-news (consulté le 6 juin 2018)
4. ↑  « Est-ce un zombie ? (4) », sur Manga-news (consulté le 6 juin 2018)
5. ↑  « Est-ce un zombie ? (5) », sur Manga-news (consulté le 6 juin 2018)
6. ↑  « Est-ce un zombie ? (6) », sur Manga-news (consulté le 6 juin 2018)
7. ↑  « Est-ce un zombie ? (7) », sur Manga-news (consulté le 6 juin 2018)
8. ↑  « Est-ce un zombie ? (8) », sur Manga-news (consulté le 6 juin 2018)